# Gnophos canaria
Gnophos canaria là một loài bướm đêm trong họ Geometridae.